# التام
التام (به انگلیسی: Eltham) یک ناحیه در لندن است که در منطقه سلطنتی گرینویچ واقع شده‌است.

## نگارخانه

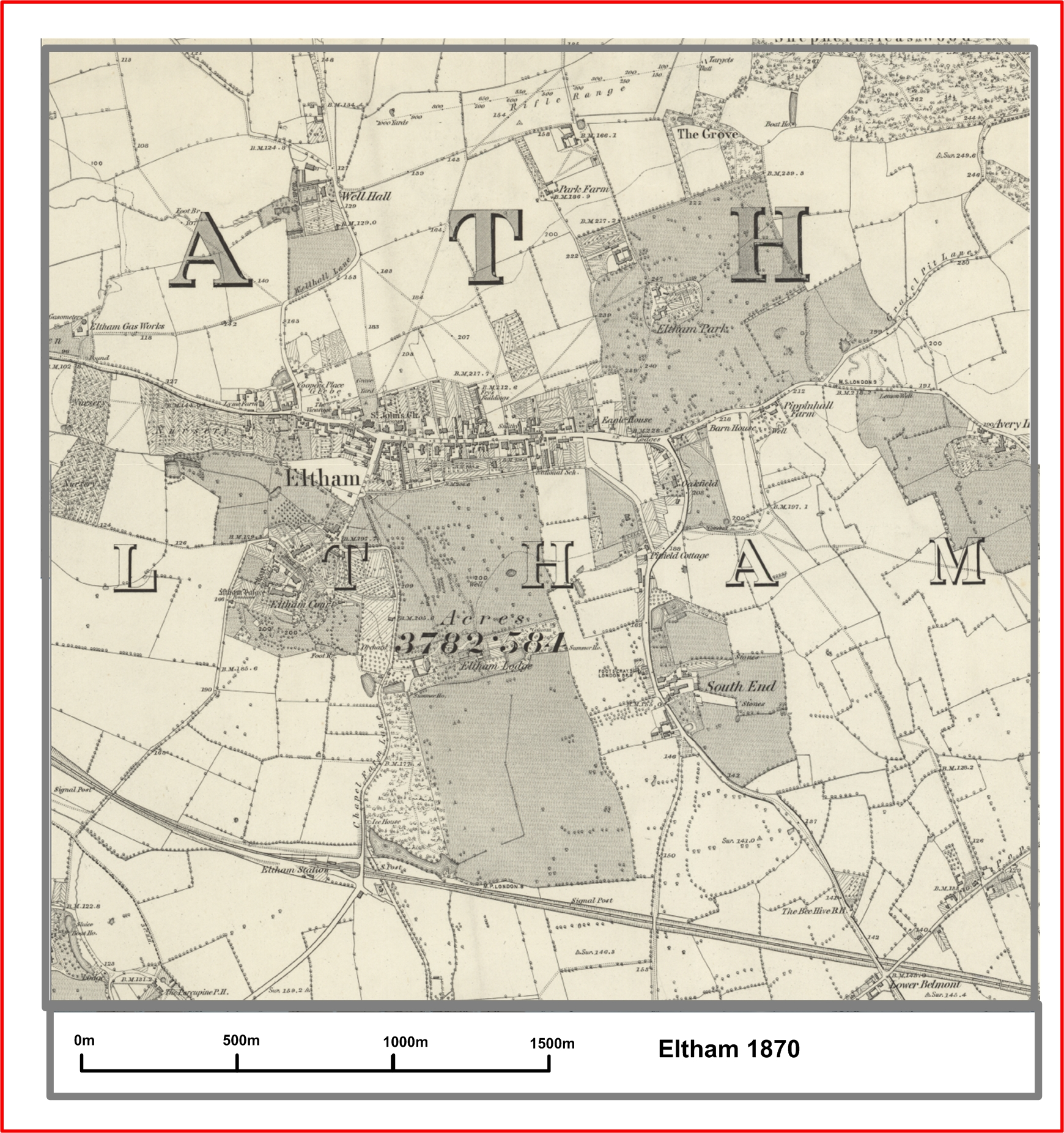
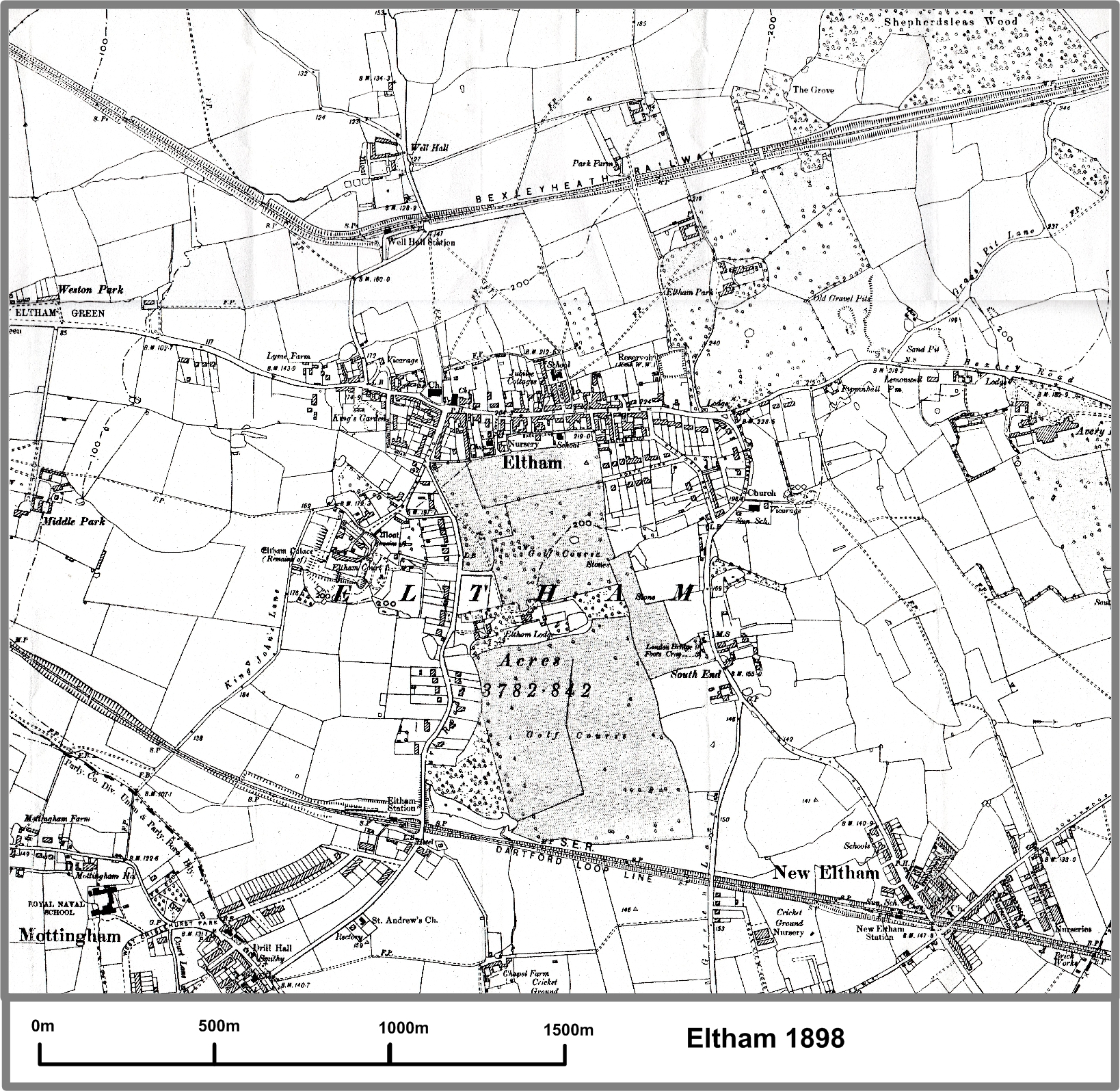
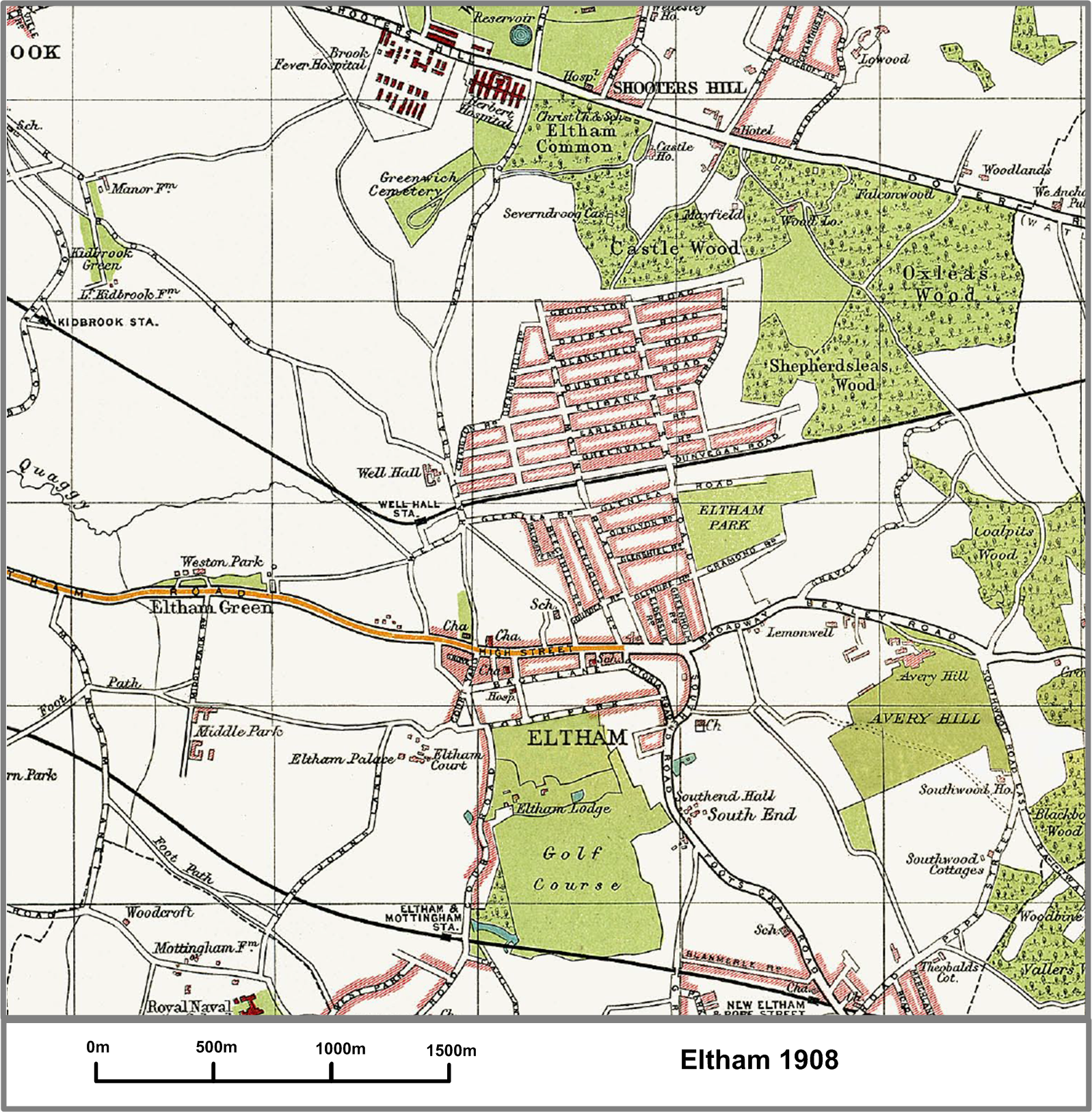
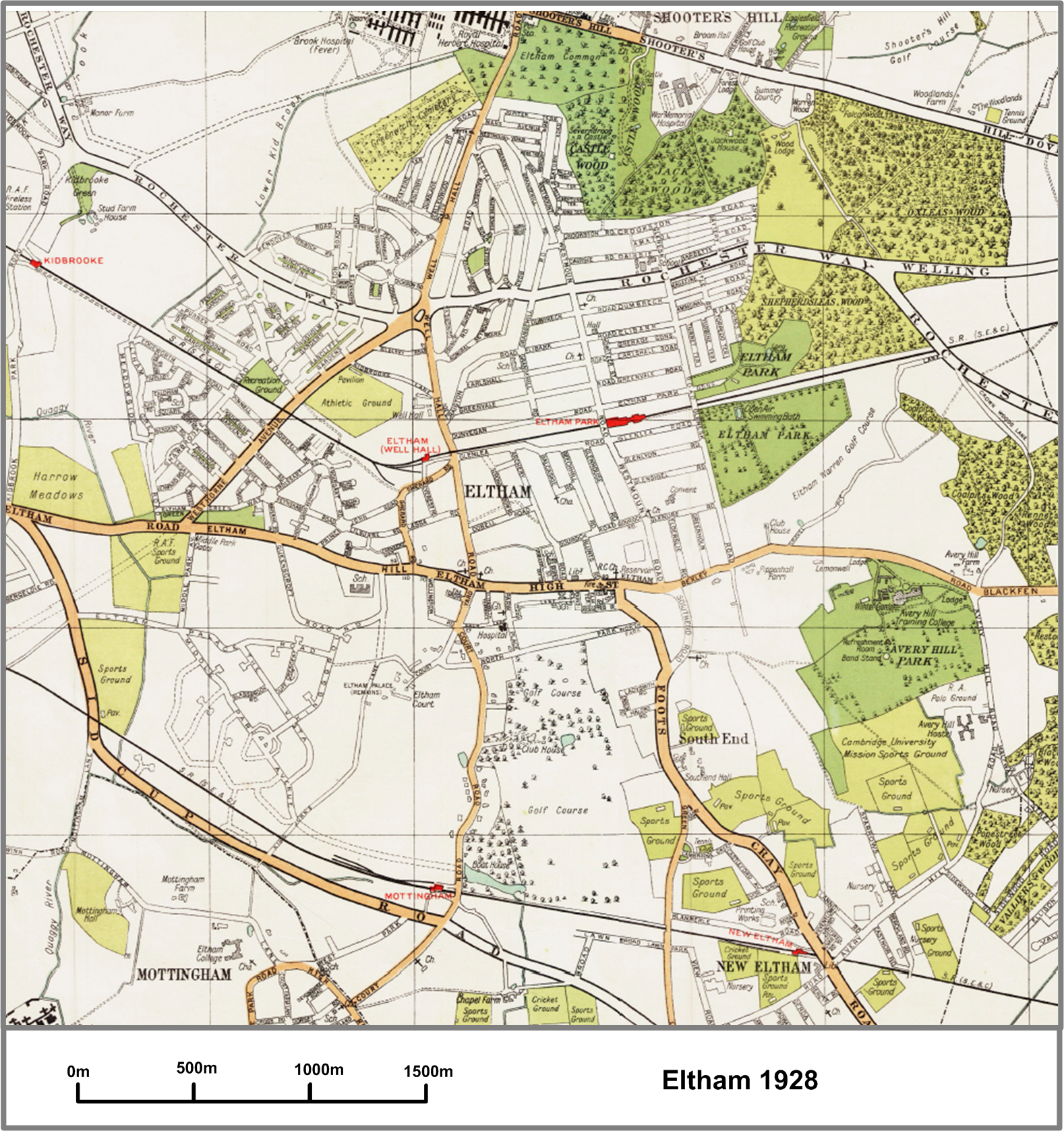
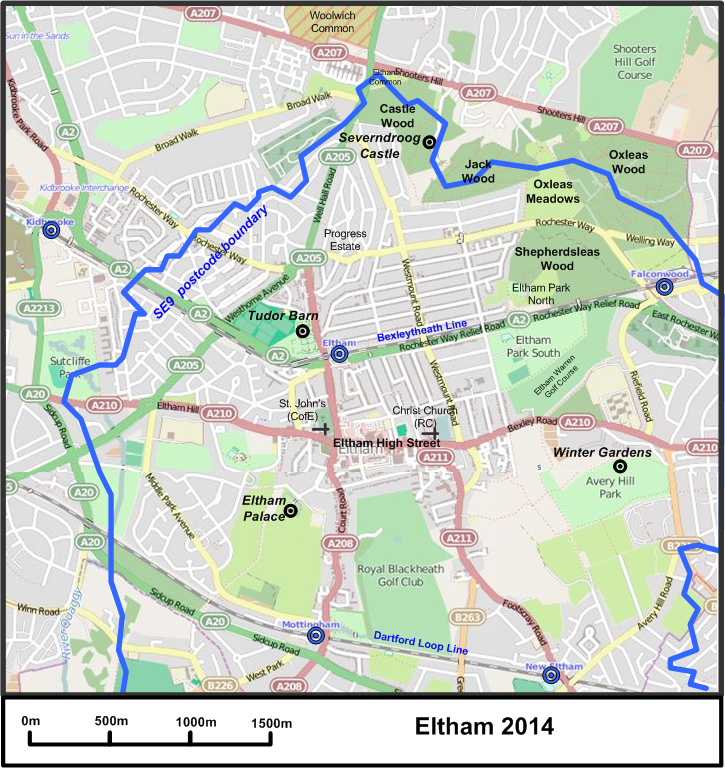